# Enrico De Nicola
Enrico De Nicola (Napels, 9 november 1877 – Torre del Greco, 1 oktober 1959) was een Italiaans liberaal politicus en eerste president van de republiek (1946-1948).

## Loopbaan
De Nicola studeerde rechten en was daarna een van de beroemdste Italiaanse strafrechtadvocaten. In 1909 werd hij voor de Liberale Partij van Italië (PLI) van Giovanni Giolitti in de Kamer van Afgevaardigden gekozen.
In 1913 werd hij onderstaatssecretaris van Koloniën in het kabinet van Giolitti en in 1919 onderstaatssecretaris van Financiën in het kabinet van Orlando.
Hij was voorzitter van de Kamer van Afgevaardigden van 26 juni 1920 tot 25 januari 1924. Hij werd ook na de fascistische machtsovername (oktober 1922) als kamervoorzitter gehandhaafd. In 1929 werd hij senator. Hij nam echter niet meer actief deel aan de politiek.
In 1943, na de val van Mussolini, verscheen De Nicola weer op het politieke toneel. Hij werd beschouwd als een respectabel politicus uit het pre-fascistisch tijdperk. Hij werd bemiddelaar tussen de kroon en de geallieerden en bewerkstelligde in juni 1944 dat koning Victor Emanuel III - gecompromitteerd door zijn rol tijdens het fascistische bewind - zijn zoon tot "Luitenant-Generaal" (dat wil zeggen stadhouder) van het koninkrijk benoemde, teneinde op die manier de monarchie in Italië te behouden.
Ondanks De Nicola's inspanningen om de monarchie te behouden koos het Italiaanse volk bij een referendum in juni 1946 met een beperkte meerderheid voor de instelling van de republiek. Op 28 juni 1946 koos de Grondwetgevende Vergadering De Nicola met 80% van de stemmen tot voorlopig staatshoofd. Hij was hiermee de facto president.
Op 27 juni 1947 diende De Nicola zijn ontslag in, officieel om gezondheidsredenen, maar de Kamer van Afgevaardigden herkoos hem direct.
Op 1 januari 1948 werd de nieuwe Italiaanse grondwet van kracht. De Nicola werd nu president van Italië. Hij stelde zich echter niet kandidaat voor de verkiezingen van mei 1948. Zijn opvolger werd Luigi Einaudi, ook een lid van de Liberale Partij.
Van 1951 tot 1952 was Enrico De Nicola voorzitter van de Senaat, daarna was hij (tot 1957) president van het Constitutioneel Gerechtshof. Hij was na zijn aftreden als president ook senator voor het leven (een ambt dat ieder voormalig Italiaans staatshoofd krijgt toebedeeld).
Enrico De Nicola was een eerlijk, integer en onbaatzuchtig politicus. Als krachtig figuur was hij de juiste man op de juiste plaats in de jaren na de Tweede Wereldoorlog.